# Liste des chartreuses

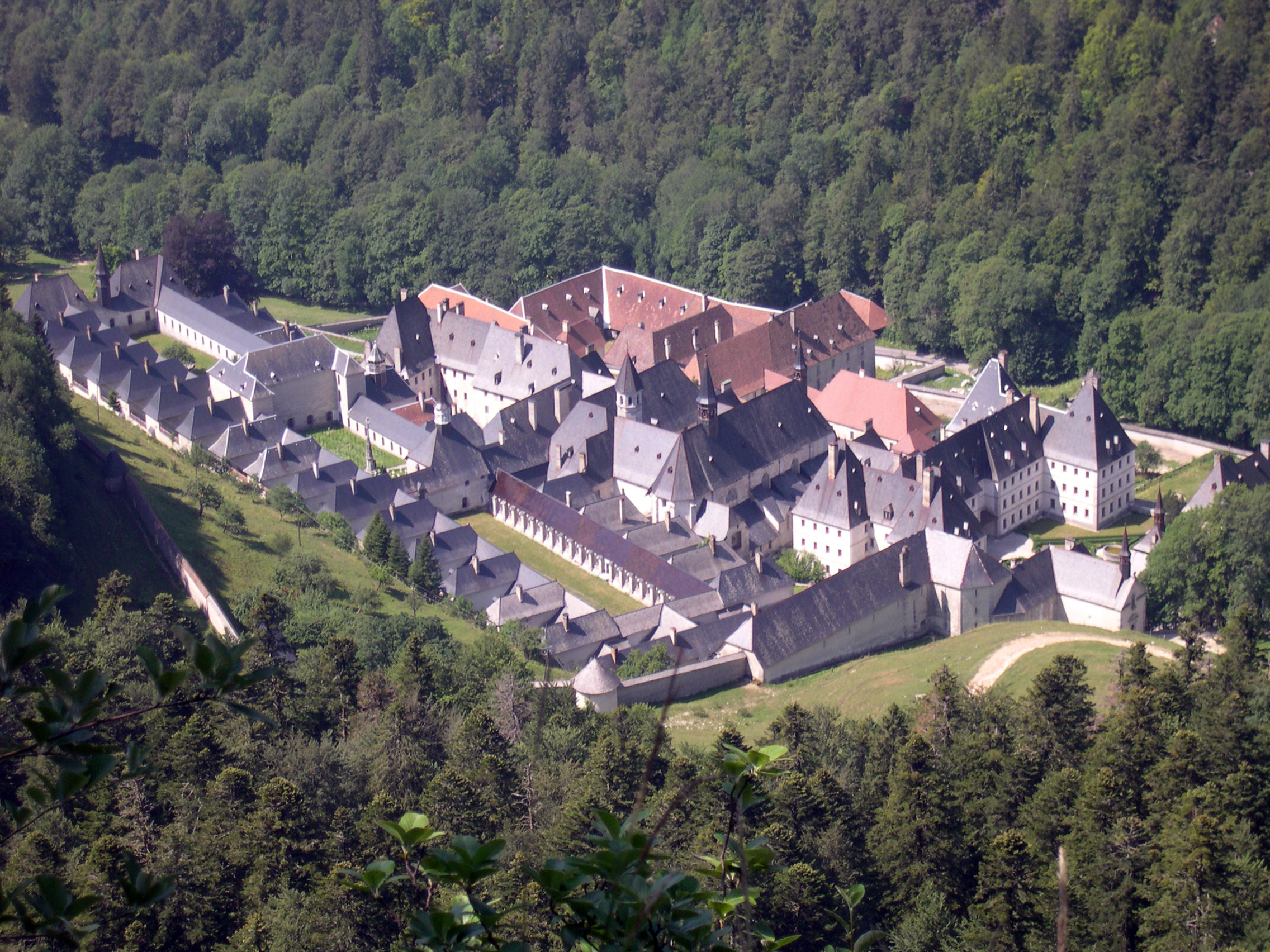
Le monastère de la Grande Chartreuse (Isère, France).

La liste des chartreuses recense, par ordre alphabétique, toutes les chartreuses du monde actuellement habitées ou non par des moniales chartreuses ou moines chartreux. 
- Les maisons sont classées par ordre alphabétique selon leur localité d'implantation, avec éventuellement des renvois à l'intitulé des noms d'usage lorsque les localités n'ont jamais fait partie du nom du monastère ; par exemple Cerniat, voir La Valsainte.

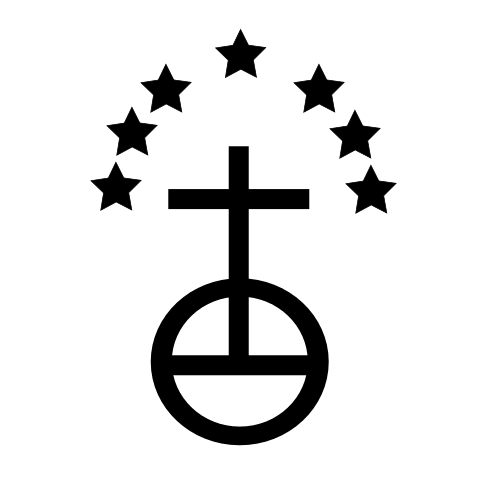
Blason des chartreux.

- Pour chaque maison, on indique successivement la titulature religieuse, les dates de fondation, la suppression ou d'éventuelles refondations, les diocèses, la commune, le département et enfin l'État.

- Les maisons qui dépendent actuellement de l’ordre des Chartreux sont signalées en caractères gras ; on peut en consulter la liste récapitulative dans l'article Ordre des Chartreux[1].

- Les transferts et éventuelles nouvelles affectations, civiles ou religieuses, sont ajoutées en fin de notice.

- Haut – A
- B
- C
- D
- E
- F
- G
- H
- I
- J
- K
- L
- M
- N
- O
- P
- Q
- R
- S
- T
- U
- V
- W
- X
- Y
- Z

## A
- Abbeville : chartreuse Saint-Honoré du Thuison, 1300 (faubourg d'Abbeville - disparue)[2]
- Aggsbach : chartreuse d'Aggsbach, 1380-1782 (Autriche)
- Ahrensbök : chartreuse d'Ahrensbök : 1397-1564, à Ahrensbök près de Lübeck, dans le Holstein, en Allemagne.
- Aillon : chartreuse d'Aillon : vers 1178, diocèse de Chambéry (Aillon-le-Jeune, Savoie, France)
- Aix : chartreuse Sainte-Marthe (Aix-en-Provence, Bouches-du-Rhône, France)
- Albenga
- Amsterdam : chartreuse Saint-André-de-La-Porte (1393-1578) (Pays-Bas)
- Aniago : chartreuse Notre-Dame d'Aniago (1442-1835) (province de Valladolid Espagne)
- Annonciation : voir Bellary
- Anvers : chartreuse Sainte-Catherine-au-Mont-Sinaï de Kiel
- Apponay : chartreuse Notre-Dame d'Apponay : commune de Rémilly (Nièvre), diocèse de Nevers (France)
- Arlington : chartreuse de la Transfiguration / Charterhouse of the Transfiguration, 1971, (Mount-Equinox, Vermont, États-Unis), voir SKY FARM.
- Asti : chartreuse Saint-Philippe-et-Saint-Jacques d'Asti (1387-1801)
- Arvières : chartreuse d'Arvières (1122-1791) (Lochieu, ancien diocèse de Belley, Ain, France), ruines
- Aula-Dei : Casa de Dios – Cour-de-Dieu – Notre-Dame d'Aula Dei (1564-1808, 1815-1835, 1901-2012) Saragosse, Aragon, Espagne.
- Astheim : chartreuse de Marienbruck (Pons Mariae) (1409-1803) (Bavière, Allemagne)
- Aubevoye : chartreuse Notre-Dame de Bonne-Espérance (1563-1790) dite chartreuse de Bourbon-lèz-Gaillon (Aubevoye, Eure, France)
- Auray : chartreuse Saint-Michel du Champ (1364-1791) (Brech, Morbihan, France).

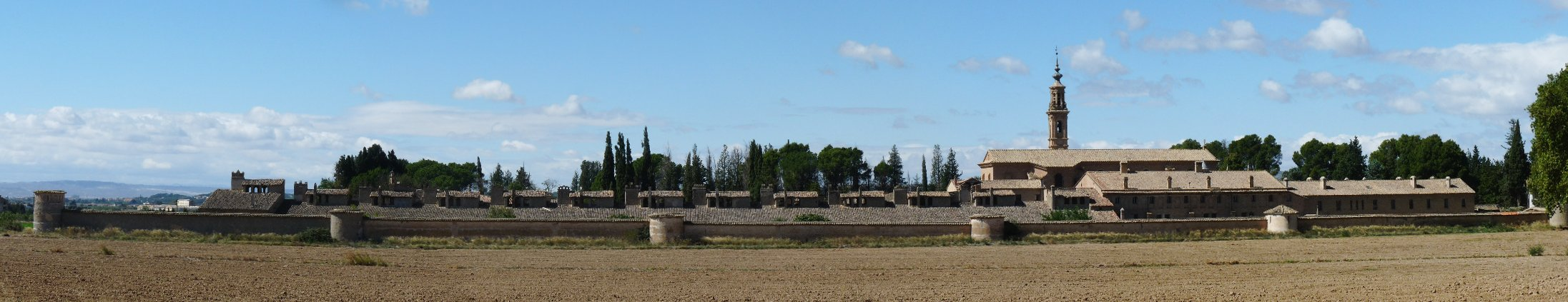
Chartreuse d'Aula Dei, Saragosse.

- Axholme : (Grande-Bretagne)

## B
- Bad Wurzach : chartreuse de Marienau
- Banda : chartreuse de Banda 1498-1598 (Villar-Fouchard Val de Suse, Piémont, Italie)
- Beauregard : chartreuse de Notre-Dame du Gard (moniales) 1827-1978 (Coublevie, Isère, France), transférée à Reillanne
- Beauvale (Beauvale, Nottinghamshire)
- Béréza : chartreuse de la Sainte-Croix (1648-1832) (grand-duché de Lituanie, puis Pologne, aujourd'hui Biaroza en Biélorussie)
- Beaune : chartreuse de Notre-Dame de Fontenay-lès-Beaune
- Bellary : chartreuse de Bellary (1209-1790) (diocèse d'Auxerre, France) chartreuse de l'Annonciation de la Sainte-Vierge, commune de Châteauneuf-Val-de-Bargis.
- Benifaçà : chartreuse Notre-Dame de Benifaçà (moniales) (La Pobla de Benifassà, Espagne).
- Bellevue : voir Castres
- Bertaud : Moniales de la Chartreuse Notre-Dame de Bertaud[3] ou Sainte-Marie d'Aurouse[4], (1188-1446, transfert à Durbon, diocèse de Gap, à proximité de La Roche-des-Arnauds et Rabou, Hautes-Alpes, France).
- Beyssac : chartreuse de Glandier.
- Bologne : chartreuse Saint-Jérôme de Casara (1334-1804) (Bologne, Italie)
- Bonlieu : chartreuse de Bonlieu, (Jura, France).
- Le Béage (Ardèche) : chartreuse de Bonnefoy (1156-?)
- Caumont-sur-Durance : chartreuse de Bonpas (1320) (Vaucluse, France)

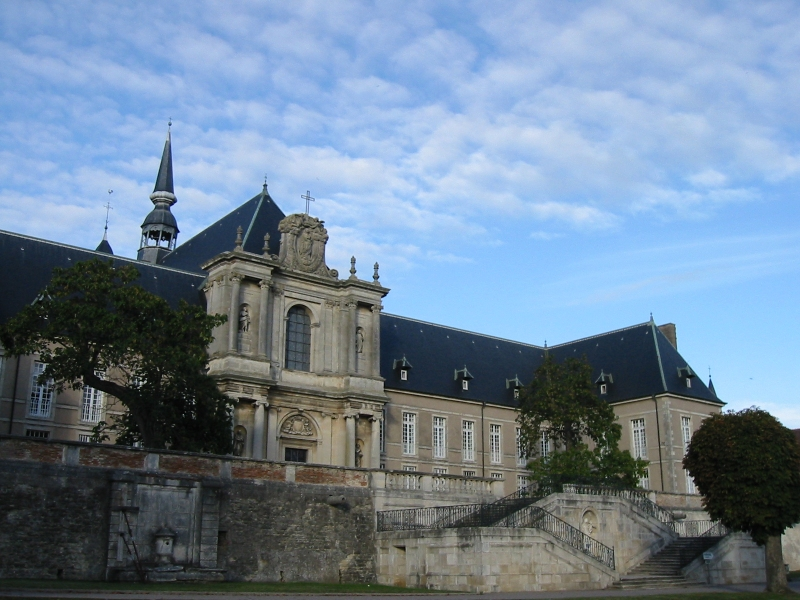
Chartreuse de Bosserville (Meurthe-et-Moselle, Lorraine, France).

- Bordeaux : chartreuse Notre-Dame de Miséricorde 1605-1790 (Bordeaux, Gironde, France)
- Bosserville : chartreuse de la Conception Immaculée de la Bienheureuse Vierge Marie (Art-sur-Meurthe, Meurthe-et-Moselle)
- Bourbon-lèz-Gaillon : voir Aubevoye
- Bouvante : chartreuse du Val-Sainte-Marie (Drôme)
- Bourgfontaine : chartreuse Notre-Dame de (1321-1792) (lieu-dit Pisseleux, Villers-Cotterêts, Aisne, France)
- Brech : chartreuse Saint-Michel du Champ (1480-1791) (Morbihan, France)
- Bruges : 
  - chartreuse du Val-de-Grâce, Genadedal en néerlandais (1318-1783)
  - chartreuse Sainte-Anne-au-Désert, Sint-Anna-ter-Woestijne, (moniales) (1348-1796) (Sint-Andries/Saint-André puis Bruges, Flandre-Occidentale, Belgique)
  - chartreuse de Sheen Anglorum (1559–69)
- Brünn/Brno : voir chartreuse de Königsfeld
- Burdinne : chartreuse de Burdinne (1906-1928) (Belgique)transférée à  Nonenque en 1928.
- Burgos : chartreuse ("cartuja") Santa María de Miraflores (Espagne) [5]
- Buxheim (1402-1815) : chartreuse de la Celle de la Vierge Marie de (Allemagne)

## C
- Cahors : chartreuse Notre-Dame de Cahors (Lot, France)
- Calabre : voir Serra San Bruno
- Calci : voir Pise
- Capri (1370-1808)
- Carcassonne : (Carcassonne, Aude, France)
- Casotte : (1171-1802) (Casotto, Italie) = chartreuse Notre-Dame de Casotte
- Castres :  chartreuse Notre-Dame-de-Bellevue de Saix (près de Castres, Tarn, France), détruite à la Révolution.
- Castelnuovo Berardenga : Chartreuse de Pontignano 1346-1785 (Toscane, Italie)
- Cazalla de la Sierra : Chartreuse de Cazalla de la Sierra (1479-1835) (Province de Séville, Espagne)
- Cerniat : voir chartreuse de La Valsainte
- Cervara fondée en 1901 dans la province de Gênes (Italie), eut comme supérieur Léon-Marie Guerrin.
- Červený Kláštor : chartreuse de Lechnica (1318-1567) (Červený Kláštor, Slovaquie)
- Champmol : chartreuse de Champmol (Dijon, Côte-d'Or, France)
- Chapdes-Beaufort : chartreuse de Port-Sainte-Marie (Puy-de-Dôme, France)
- Châteauneuf-Val-de-Bargis : chartreuse de Bellary (voir Bellary)
- Chercq-lez-Tournai : chartreuse de Chercq (1375-1782), (Tournai, Belgique)

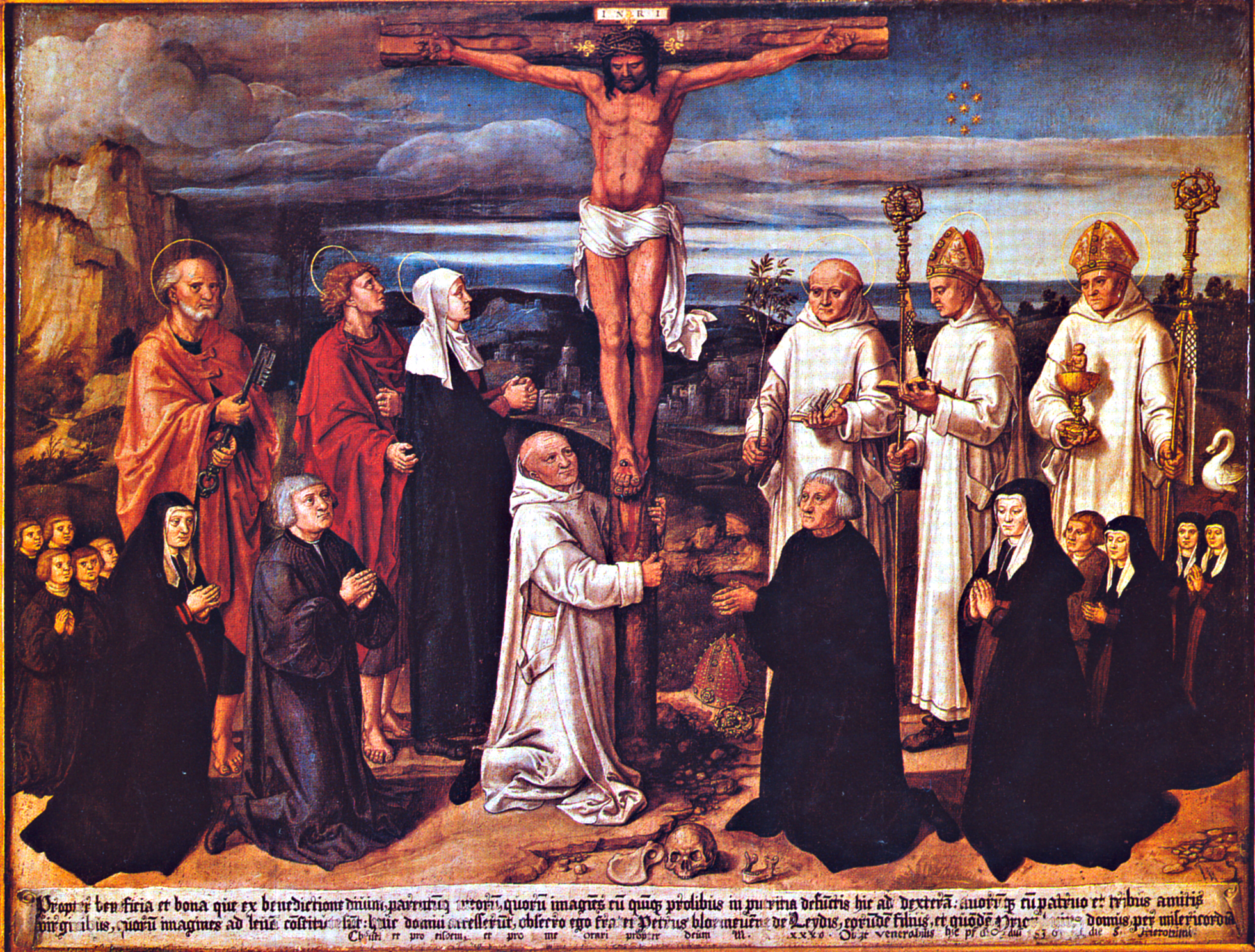
les Moines de la chartreuse de Cologne au pied de la Croix du Christ (Anton Woensam), 1535.

- Clermont-Ferrand : chartreuse de Clermont (Puy-de-Dôme, France)
- Coblence : chartreuse de Coblence (1331-1802) (Allemagne)
- Cologne : chartreuse de Cologne (1334-1794) (Allemagne)
- Corée : chartreuse Notre-Dame de Corée (2002) (Sudowon, province de Gyeongsangbuk-do)
- Corée : chartreuse de l'Annonciation, moniales (fondation en cours) (Corée)
- Coventry
- Cuevas (Las) : chartreuse Notre-Dame de las Cuevas, sur l'île de La Cartuja sur le Guadalquivir (Triana, Séville, Andalousie, Espagne)
- Currière : chartreuse de Currière (Saint-Laurent-du-Pont, Isère, France)

## D
- Deán Funes : chartreuse Saint-Joseph (Cartuja San José) (1998) (province de Córdoba, Argentine)
- Dego : chartreuse de la Trinité (moniales) (Certosa della Trinità, 17058 SV, Italie)
- Delft :chartreuse Saint-Barthélemy de Delft (1470-1572) (Pays-Bas)
- Dijon : chartreuse de Champmol (Dijon, Côte-d'Or, France).
- Douai : chartreuse Saints Joseph et Morand de Douai (1662-1791), actuel musée de la Chartreuse.
- Durbon : moines 1116-1446, moniales 1446-1601, moines 1601-1791, diocèse de Gap (Saint-Julien-en-Beauchêne, Hautes-Alpes, France)
- Düsseldorf : voir Hain.

## E
- Écouges : chartreuse des Écouges, 1116-1391, (diocèse de Grenoble, France)
- Eisenach : chartreuse Sainte-Élisabeth, 1378-1525 (Thuringe, Allemagne)
- El Paular : chartreuse d'El Paular, 1390 (Madrid, Espagne)
- El Puig de Santa Maria : chartreuse de Ara Christi, 1585-1835, (province de Valence, Espagne)
- Erfurt : chartreuse du Saint-Sauveur Domus monti Sancti Salvatoris 1374-1803 (Thuringe, Allemagne)
- Escaladei : voir Scala Dei
- Évora : chartreuse d'Évora (1587-2019) Portugal

## F
- Fleurbaix : chartreuse de la Boutillerie, 1641 - 1790 (France)

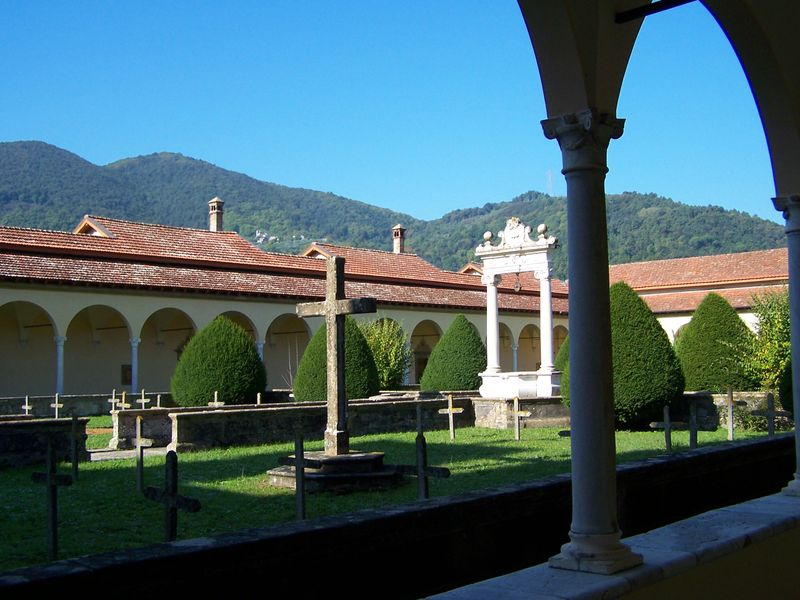
Farneta.

- Farneta : chartreuse du Saint-Esprit de Farneta (Maggiano, frazione de Lucques, Toscane, Italie)
- Ferrare : chartreuse Saint-Christophe de Ferrare (Italie)
- Florence : chartreuse Saint Laurent de Galluzzo (ou du Val d'Ema) chartreux (1345-1957)⇒ cisterciens de Casamari (1957…) (Florence, Toscane, Italie)
- Fontenay : chartreuse Notre-Dame de [6], 1328-1637 (Beaune, Côte-d'Or, France)
- Francavilla in Sinni : chartreuse Saint-Nicolas de Chiaromonte (1392-1806) (Basilicate, Italie)
- Francfort-sur-l'Oder : chartreuse Domus Misericordiae 1396-1568 (Francfort-sur-l'Oder, Brandebourg, Allemagne)
- Freudental : 1255 (Slovénie)

## G
- Galluzzo : voir Florence

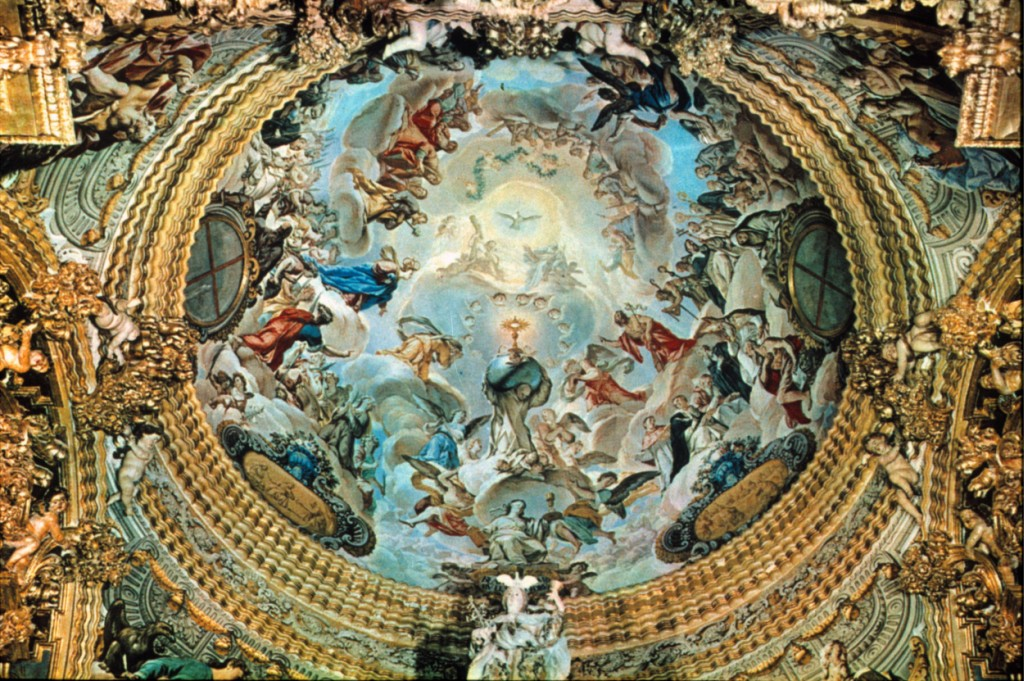
Grenade.

- Gaming : chartreuse du Trône-de-Notre-Dame (1330-1782) (Autriche)
- Gand (Belgique) : chartreuse Notre-Dame-du-Val-Royal de Gand
- Chartreuse de Glandier, (Beyssac, Corrèze, France)
- Geirach
- Gênes (Ligure, Italie) : chartreuse de Saint-Barthélemy de Rivarolo (1297-1798)
- *Grande Chartreuse chef d'ordre, 1084-1792, 1816-1903, 1940-… (Saint-Pierre-de-Chartreuse, Isère, France) [7].
- Gidle : chartreuse de la Compassion-de-la-Vierge-Marie de Gilde (1641-1772) (Pologne)
- Gravière (Italie) : chartreuse de Losa 1189-1200 (Gravière (Italie), Val de Suse, Piémont, Italie)
- Grenade : chartreuse de Grenade (1516-1835) (Andalousie, Espagne)
- Chartreuse de Grünau 1328-1803 (Schollbrunn, Bavière, Allemagne)

## H
- Hain (Unterrath : chartreuse de Hain, Düsseldorf, Allemagne), rasée en 1964 après transfert de la communauté à Marienau.
- Hérinnes-lez-Enghien (Brabant flamand, Belgique) (en néerlandais : Herne) ; chartreuse de La Chapelle-lès-Hérinnes, 1315-1783, 1794.
- Chartreuse de Hildesheim, 1388-1777 (Hildesheim, Basse-Saxe, Allemagne)
- Hinton (Somerset, Angleterre), chartreuse de Hinton, 1227-1539[8]

## I
- Chartreuse d'Ilmbach 1453/1454-1803 (Franconie, Bavière, Allemagne)

## J

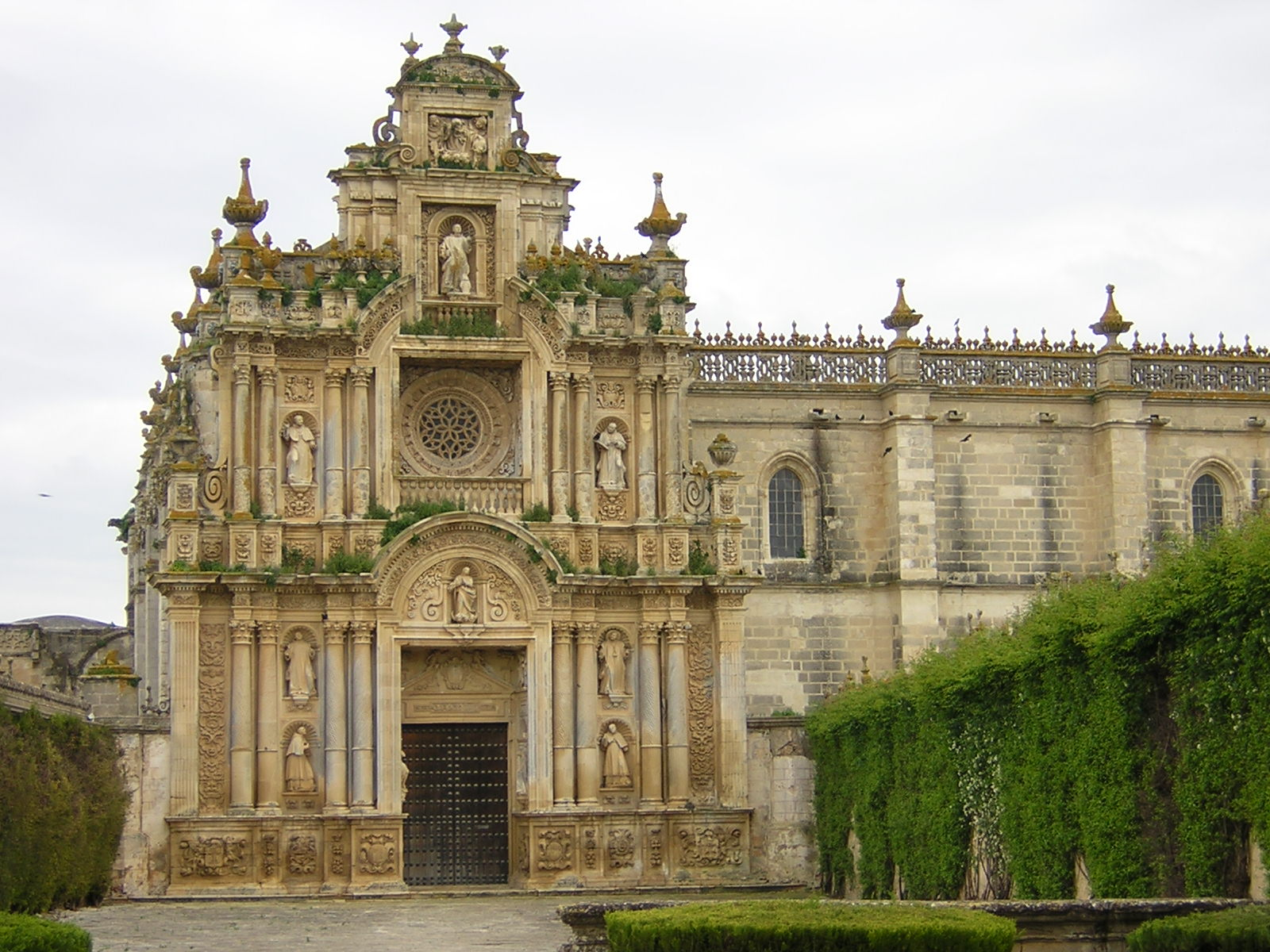
Chartreuse de Jerez de la Frontera (Andalousie).

- Jerez de la Frontera : chartreuse Santa María de la Defensión (province de Cadix, Andalousie, Espagne)… -2001
- Juliers : chartreuse Domus Compassionis Beatae Mariae Virginis 1478-1794 (Juliers, Allemagne)

## K
- Karthaus (aujourd'hui Kartuzy) : chartreuse de Paradisum Mariae (Marienparadies) 1380-1826 (État monastique des chevaliers teutoniques, puis Prusse royale, puis royaume de Prusse, aujourd'hui en Pologne)
- Chartreuse de Königsfeld 1375-1782 (Moravie, royaume de Bohême, aujourd'hui en République tchèque)

## L

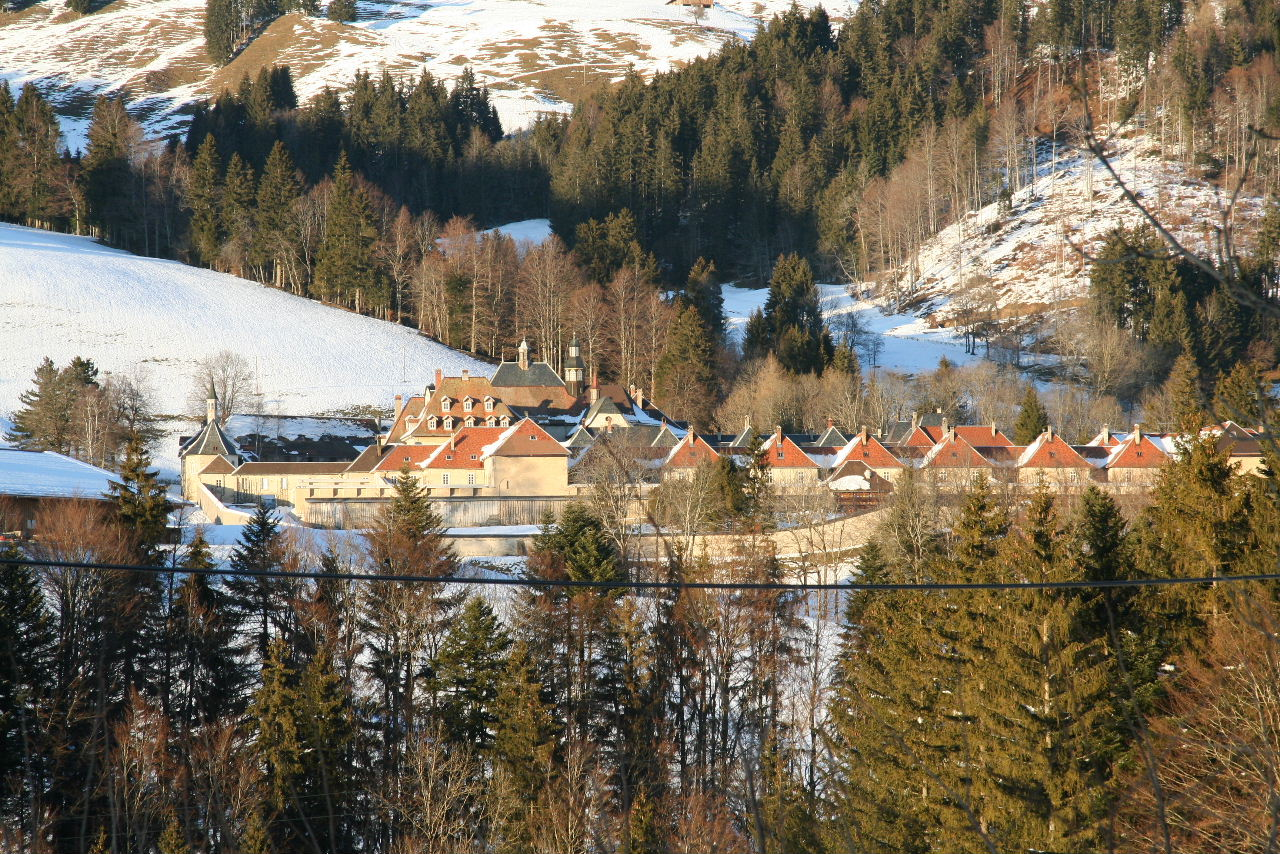
Chartreuse de La Valsainte (Suisse).

- Labastide-Saint-Pierre : chartreuse de Labastide-Saint-Pierre (1854-1903) (Tarn-et-Garonne).
- Lance (La) : chartreuse du Saint-Lieu de (canton de Vaud, Suisse) [9].
- La Valsainte 1291-1777, 1864… (Cerniat, district de la Gruyère, canton de Fribourg, Suisse)
- Letanovce : chartreuse de Lethenkow, 1299-1543 (Letanovce, Slovaquie) [10]
- Liège : chartreuse des douze apôtres du Mont-Cornillon (1357-1792), (Liège, Belgique)
- Legnica : chartreuse de la Passion du Christ (1416-1548), (Legnica, Pologne)
- Lierre : chartreuse Sainte-Catherine de_ (1543-?) (Anvers, Belgique)
- Liget : chartreuse Saint-Jean du_ (1178) (Chemillé-sur-Indrois, Indre-et-Loire, France)
- Londres (1370-1538) (Royaume-Uni)
- Losa (La) : chartreuse de Losa 1189-1200 (Gravière (Italie), Val de Suse, Piémont, Italie)
- Loubatière (La) (Lacombe, Aude, France)
- Louvain : chartreuse Sainte-Marie-Madeleine-sous-la-Croix (Belgique)
- Lugny : (Leuglay, Côte-d'Or, France)
- Lyon : (Rhône, France) chartreuse du Lys du Saint-Esprit voir Église Saint-Bruno-les-Chartreux de Lyon[11]

## M

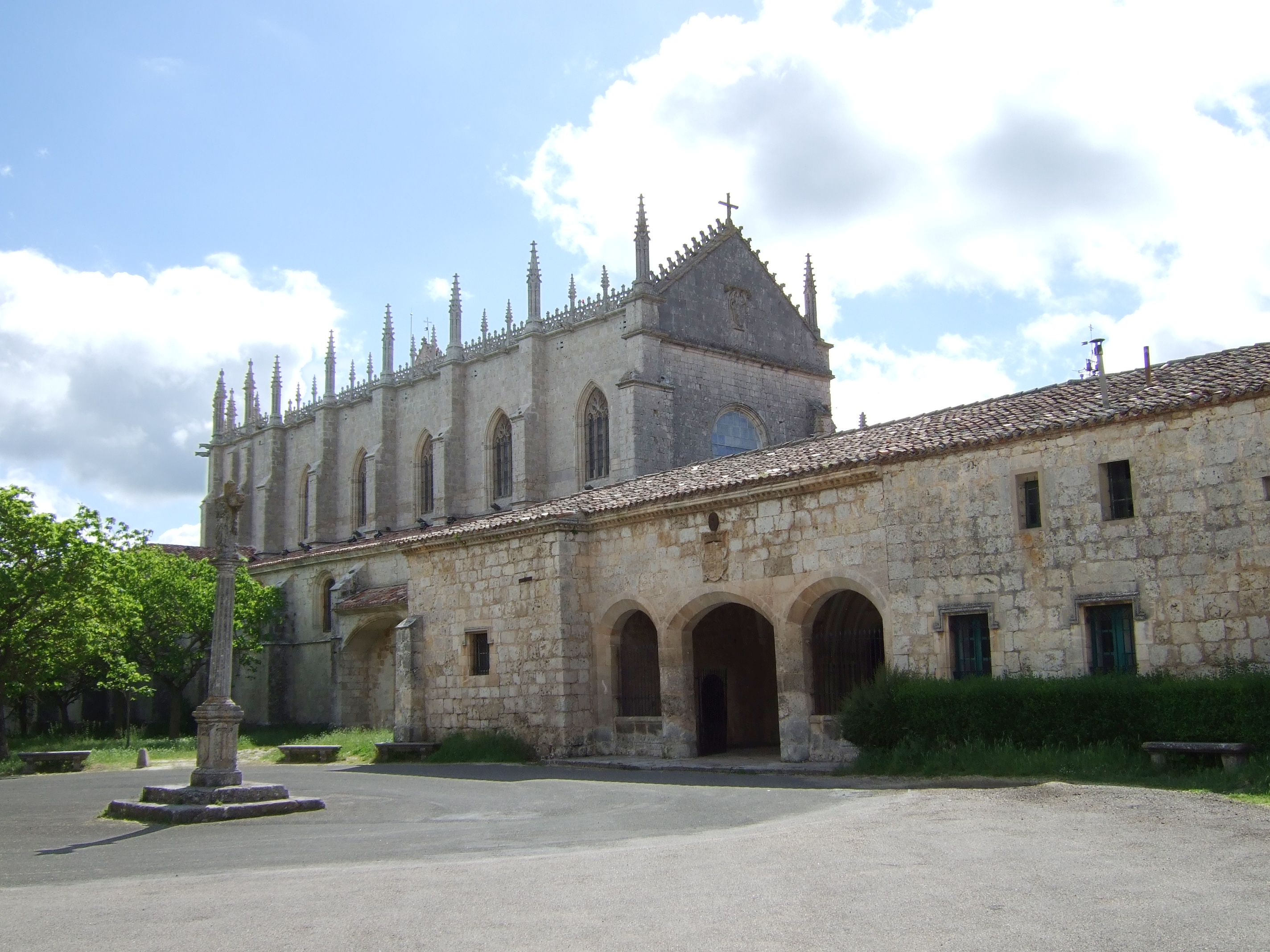
Chartreuse de Miraflores (Burgos).

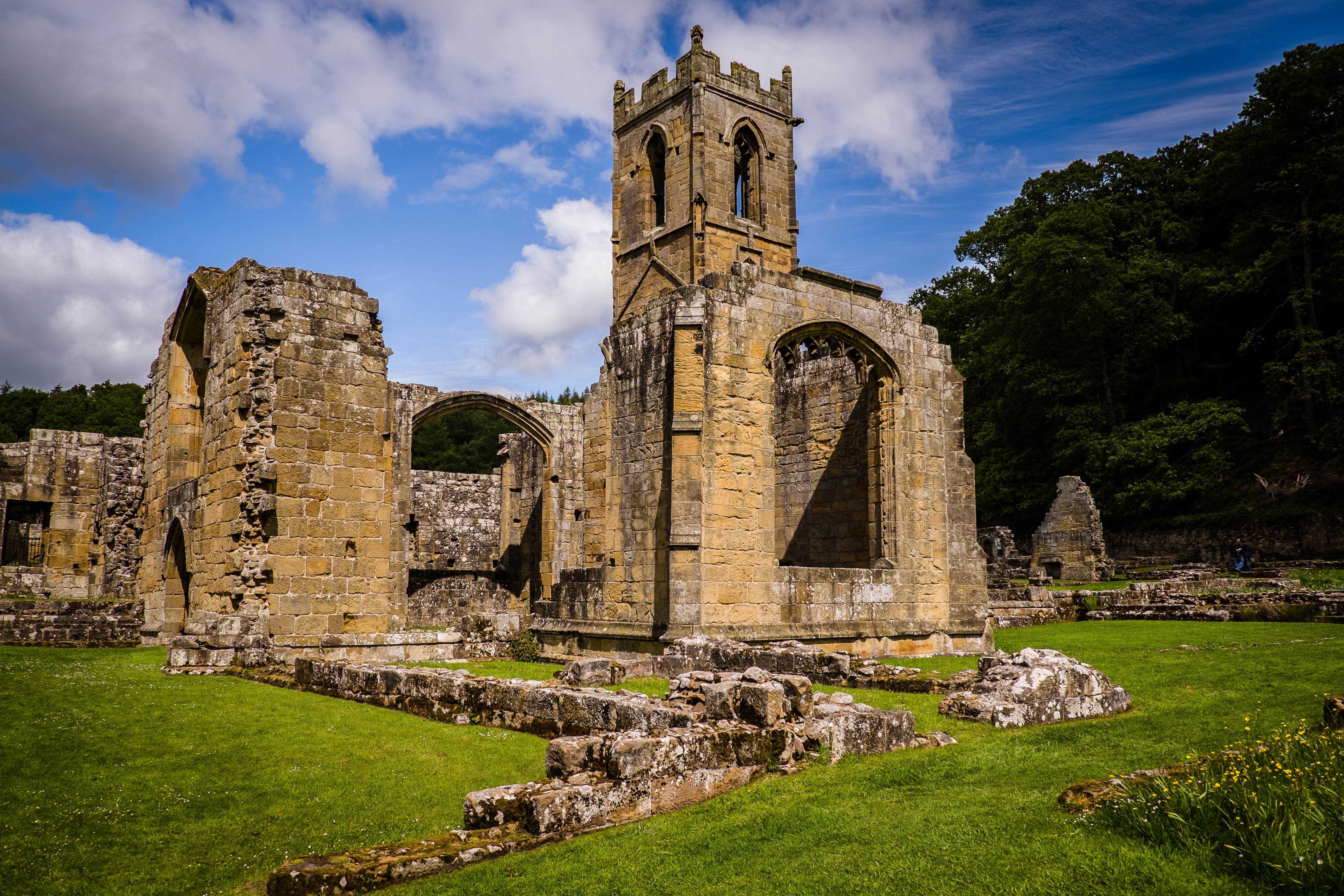
Chartreuse de Mount Grace (Yorkshire, Angleterre).

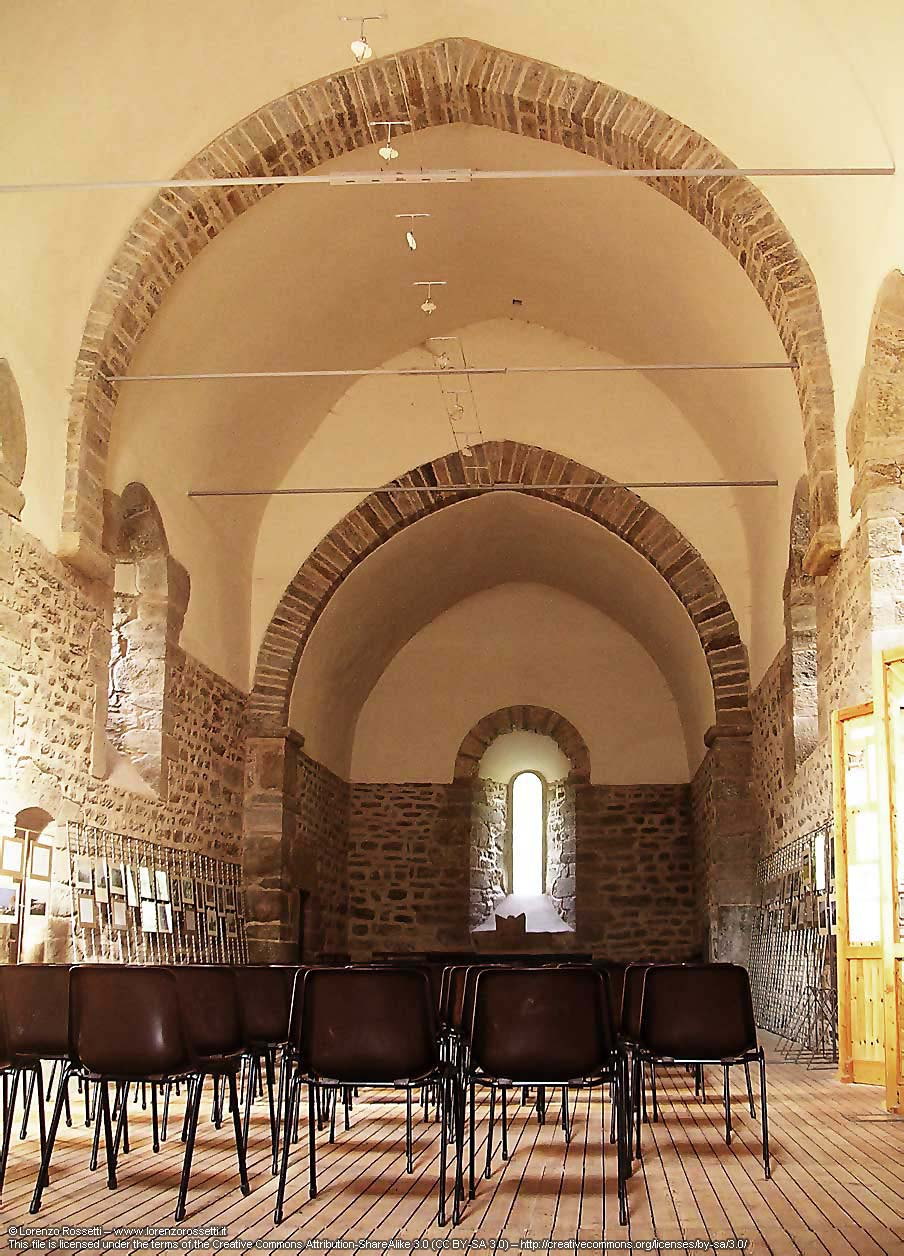
Chartreuse de Montebenedetto (Italie).

- Malines : chartreuse de Sheen Anglorum (1591-1626)
- Mantoue : chartreuse de la Très-Sainte-Trinité de Mantoue (1408-1782) (Italie)
- Marienau : chartreuse de Marienau (1964…) (Bad Wurzach, Allemagne), communauté transférée de la chartreuse de Hain (Dusseldorf).
- Marienbruck : chartreuse Pons Mariae, 1409-1803 (Bavière, Allemagne)
- Mariefred : chartreuse de Gripsholm, chartreuse de la Paix-Notre-Dame, Monasterium pacis Mariae, Pax Mariae, Södermanland, Suède[12]
- Marienfloss (Sierck-les-Bains, Moselle, France), XVe siècle.
- Marienparadies, État monastique des chevaliers teutoniques, puis Prusse (1380-1826)
- Marly (Nord) : chartreuse Notre-Dame de Macourt, la chartreuse de Marly-lès-Valenciennes[13]
- Marseille : Sainte-Marie-Madeleine de Marseille (Marseille, Bouches-du-Rhône, France)
- Chartreuse Nossa Senhora Medianeira (Mosteiro Nossa Senhora Medianeira), Ivorá (Rio Grande do Sul, Brésil)
- Mélan (1282) : moniales (Taninges, Haute-Savoie, France)
- Meyriat : 1116 (Vieu-d'Izenave, Ain, France)
- Mayence : chartreuse Saint-Michel de Mayence (Sankt Michaelsberg bei Mayenz), 1308-1781.
- Miraflores : voir Burgos.
- Molsheim (Bas-Rhin, France)
- Chartreuse de Monegros (cartuja de Nuestra Señora de las Fuentes) (Sariñena, Espagne), 1563-1836
- Monichusen : chartreuse de Monichusen, près d'Arnhem, 1340-1585, (Pays-Bas)
- Montalegre : chartreuse Santa Maria de Montalegre, chanoinesses régulières jusqu'en 1362, chartreux : 1415-1808, 1814-1820, 1823-1835, (1867-) 1901-1936, 1939-… (Cartoixa de Santa Maria de Montalegre, Tiana Barcelone)[14]
- Montauban : chartreuse de Labastide-Saint-Pierre ou chartreuse de Montauban (1854-1903) (Tarn-et-Garonne)
- Mont-Dieu : chartreuse Notre-Dame du Mont-Dieu, 1134-1791, diocèse de Reims (Le Mont-Dieu, Ardennes, France)[15].
- Montello : chartreuse Sainte-Marie et Saint-Jerôme de Montello 1353-1810 (Nervesa della Battaglia, Italie)
- Mont-Saint-André (près de Tournai, Hainaut, Belgique)
- Mont-Michel : chartreuse de Mont-Michel de Mayence (Allemagne) voir chartreuse Saint-Michel de Mayence
- Mont-Saint-Louis (Passel près de Noyon, Oise, France)
- Mont-Sainte-Marie (moniales) (Gosnay, Pas-de-Calais, France)
- Mont Sion : chartreuse Saint-Jérôme-du-Mont-Sion, 1434-1572 , (près de Zierikzee, Zélande, Pays-Bas)
- Montebenedetto (Val de Suse, Piémont, Italie)
- Montmerle : Notre-Dame de, 1210 (Lescheroux, Ain, France) chartreuse du Val-Saint-Étienne
- Montreuil : voir chartreuse Notre-Dame-des-Prés de Neuville-sous-Montreuil
- Montrieux : chartreuse de Montrieux, 1117-1790, 1861-1901 et 1937-… (Méounes-lès-Montrieux, Var, France) [16].
- Mougères : chartreuse de Mougères, 1825-1901 et 1935-1977 (Caux, Hérault, France)
- Moulins : chartreuse Saint-Joseph de, 1623-1790 (Moulins, Allier, France)
- Mount Grace : East Harlsey (Yorkshire du Nord, Angleterre)

## N
- Naples : Certosa di San Martino (Campanie, Italie)
- Neuville-sous-Montreuil : chartreuse Notre-Dame-des-Prés (Pas-de-Calais, France)[17], occupée par la Famille monastique de Bethléem de 2000 à 2008, site désormais géré par une association culturelle.
- Nieuport : chartreuse de Sheen Anglorum (1626-1783).
- Nonenque : voir chartreuse du Précieux-Sang
- Nuremberg : chartreuse de Nuremberg 1381-1525 (Bavière, Allemagne)

## O
- Oujon (Arzier-Le Muids, canton de Vaud, Suisse)
- Orléans : chartreuse Saint-Lazare d'Orléans[18] (Loiret)
- Orques : chartreuse du Parc-Sainte-Marie (Sainte-Marie d'Orques, Sarthe) voir Parc-en-Charnie

## P

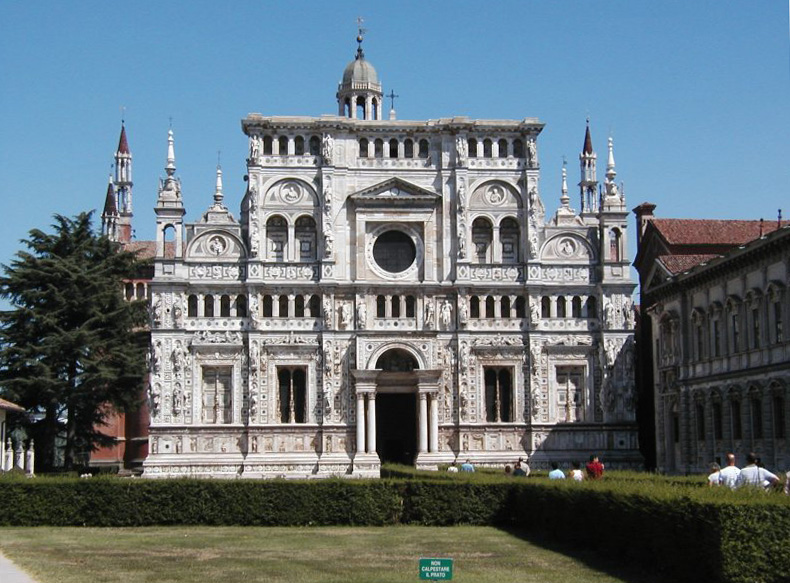
Chartreuse de Pavie.

- Padoue : chartreuse Saint-Jérôme et Saint-Bernard de Padoue (Italie)
- Padula : chartreuse de Padula (Italie)
- Chartreuse de Paradisum Mariae (Marienparadies) 1380-1826 (Karthaus, Prusse, aujourd'hui Pologne)
- Parc-en-Charnie : chartreuse du Parc d'Orques (ou du Parc-en-Charnie) à Saint-Denis-d'Orques, diocèse du Mans (Sarthe) dans le Maine
- Parc d'Orques : voir Parc-en-Charnie
- Paris : chartreuse de Paris dite aussi chartreuse de Vauvert
- Parkminster : St. Hugh's Charterhouse (1873) (Sussex, Royaume-Uni) [19].
- Parme (Italie), évoquée dans le roman éponyme de Stendhal.
- Parménie (moniales) (Beaucroissant, Isère, France)
- La Part-Dieu (Gruyères, district de la Gruyère, canton de Fribourg, Suisse)
- Pavie, en Lombardie (Italie) chartreuse Notre-Dame-des-Grâces ,
- Chiusa di Pesio : chartreuse de Val-di-Pesio, 1173-1802 (Piémont, Italie)
- Chartreuse de Pierre-Châtel (1383-1791), dans l'ancien diocèse de Belley (Virignin, Ain, France)

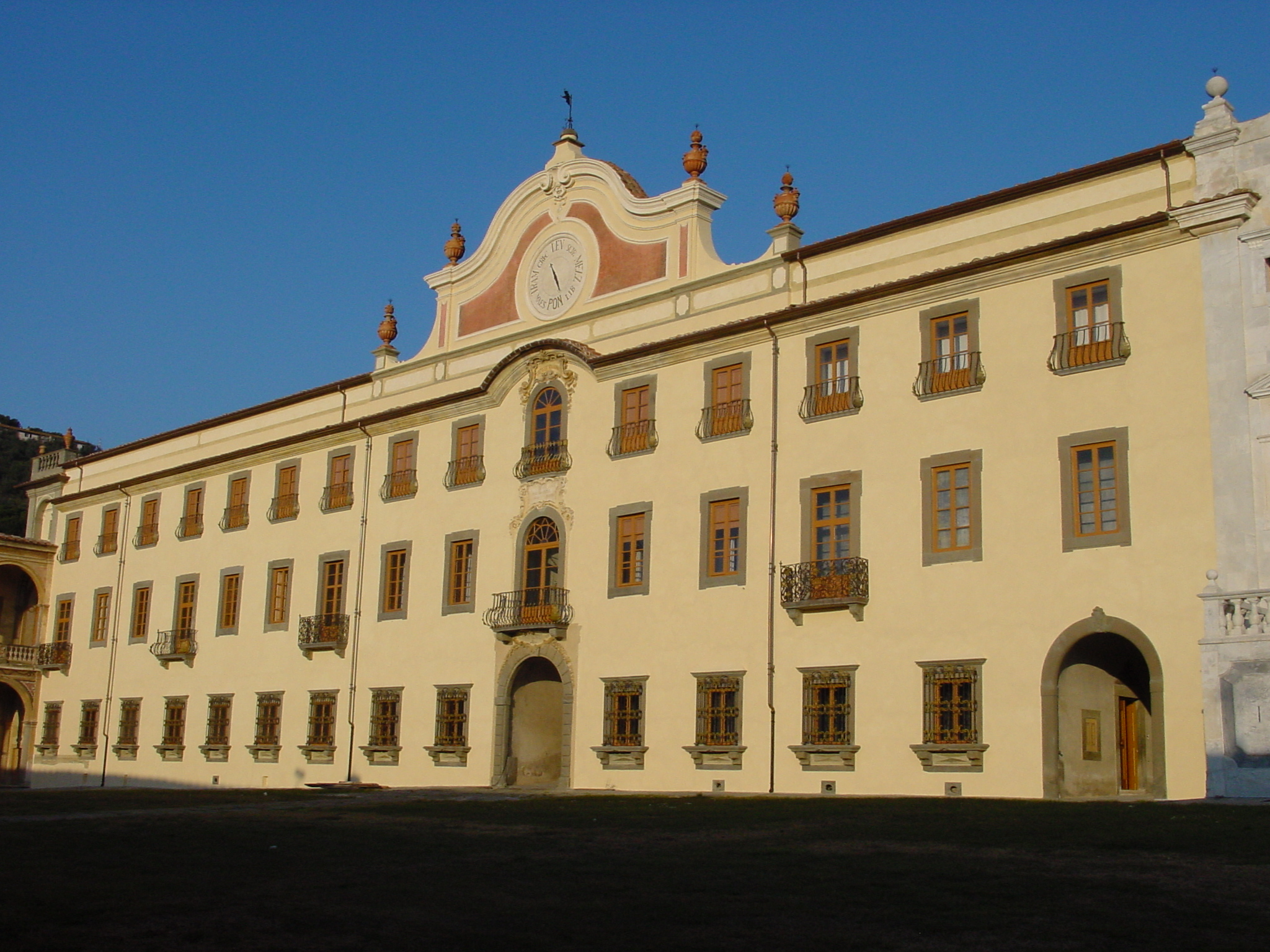
Chartreuse de Pise (Calci, Italie).

- Pise : chartreuse de Calci, de Notre-Dame-et-Saint-Jean-l'Évangéliste du Val-Grâcieux, = Val de Grâce 1367-1808, 1814-1969 (Pise, Toscane, Italie)
- Pleterje (1403) (Kartuzija Pleterje), Šentjernej, en Slovénie[20].
- Poleteins : chartreuse de Poleteins (moniales) (1238-1605) (Mionnay, Ain, France)
- Pomier (Présilly, diocèse d'Annecy, France) [21].
- Pouques-Lormes (1235 - 1792) chartreuse Sainte-Marie du Val Saint Georges (Pouques-Lormes, Nièvre, région Bourgogne-Franche-Comté, France)
- Pousseaux : chartreuse Notre-Dame du Val Saint-Jean de Basseville, Nièvre, région Bourgogne-Franche-Comté, France. Diocèse d'Autun.
- Port-Sainte-Marie (1219-1792) (Puy-de-Dôme, France)
- Port-du-Salut de Saint-André (près d'Amsterdam, Pays-Bas)
- Porta Coeli (1272) (Serra, Espagne), active.
- Portes, (1115, deuxième fondation française) (Bénonces) (F-01470 Bénonces, Ain, France)
- Chartreuse de Prague Hortus Beatae Mariae (1342-1419) (Prague, royaume de Bohême, aujourd'hui république tchèque)
- Prébayon : première chartreuse de moniales fondée au monde à Saint-André-de-Ramières et placée sous le vocable de Notre-Dame (ancien diocèse de Vaison, France).
- *Chartreuse du Précieux-Sang moniales chartreuses (Marnhagues-et-Latour, Aveyron, France), transférée à Saint-André-de-Ramières.
- Chartreuse de Prémol (1234-1791) (moniales) (Vaulnaveys-le-Haut, Isère, France), ruines.
- Chartreuse de Prüll (1484-1803) (Ratisbonne, Bavière, Allemagne)
- Puy (Le) : chartreuse Notre-Dame du Puy, Brives-Charensac (Haute-Loire).

## R
- Raamsdonck (Pays-Bas).

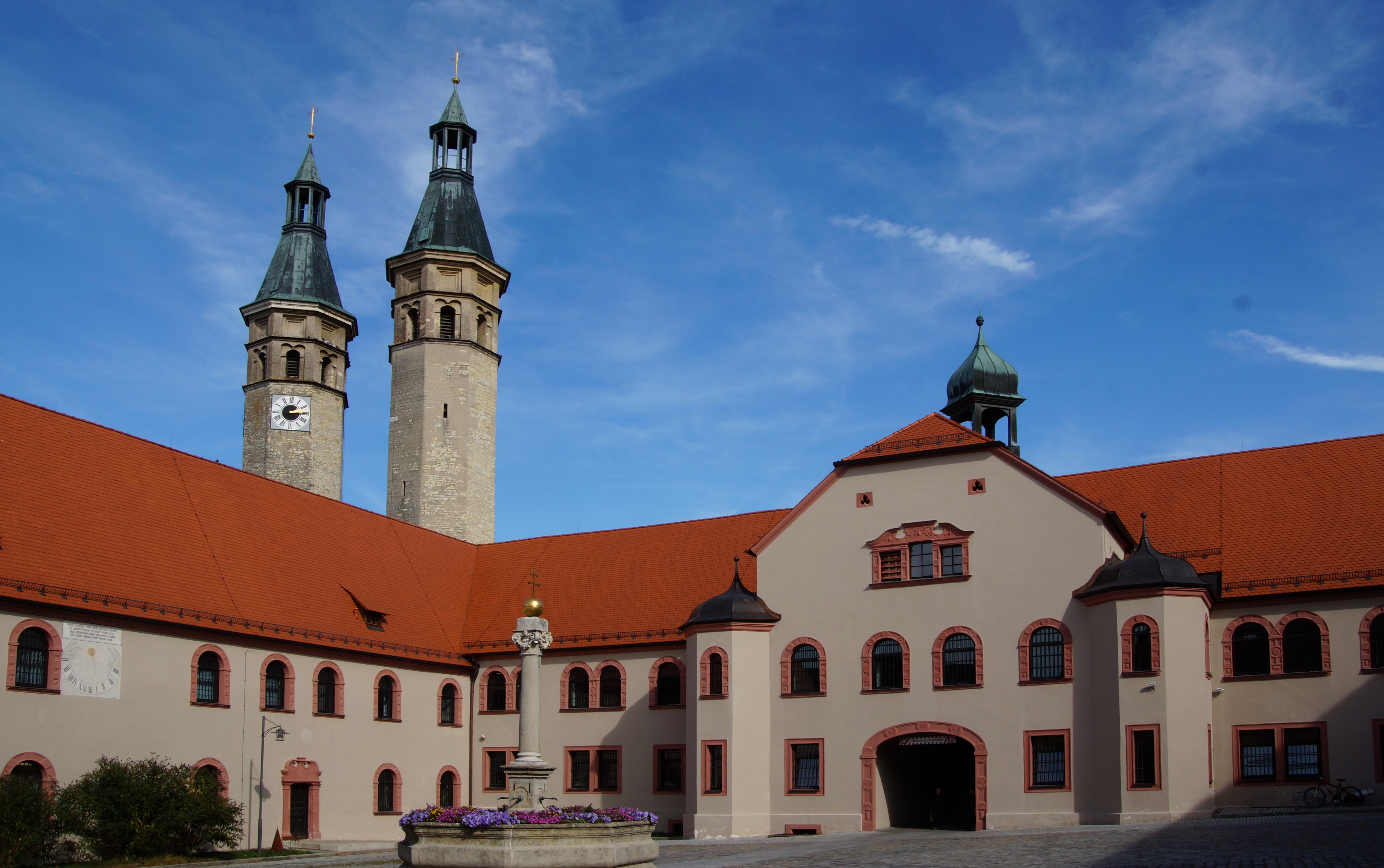
Chartreuse de Prüll (Ratisbonne) en Bavière.

- Ratisbonne : chartreuse de Prüll (1484-1803) (Bavière, Allemagne)
- Reillanne : chartreuse de Reillanne, Alpes-de-Haute-Provence, France, Moniales chartreuses, 1978[22]; voir Beauregard.
- Rémilly  : chartreuse Notre-Dame d'Apponay :(commune de Rémilly, Nièvre, diocèse de Nevers, France).
- Reposoir (1151) : Le Reposoir (Haute-Savoie, France).
- Rettel : chartreuse de Rettel (Moselle).
- Rodez : chartreuse de Rodez (1511-1790) (Aveyron, France)
- Rome : chartreuse Sainte-Marie-des-Anges de Rome (1561-1884)
- Rose (La) : chartreuse Notre-Dame de la Rose, 1384-1667 (Rouen [23], Seine-Maritime, France) ; parfois appelée chartreuse Saint-Hilaire, à cause de son lieu d'implantation primitif ; transférée à Rouen.
- Rosières-près-Troyes : Notre-Dame-de-La-Prée
- Rouen : chartreuse Saint-Julien-lès-Rouen. Léproserie (avant 1183), puis bénédictins (1600), puis chartreux (1667-1791) (Le Petit-Quevilly [24], France) ; voir aussi La Rose, Fresnes, Pavilly.
- Ruremonde : chartreuse de Ruremonde (Pays-Bas).

## S
- Saint-André de Ramières :(ancien diocèse de Vaison, France); voir Prébayon.
- Saint-Barthélemy (près de Delft, Pays-Bas).
- Saint-Barthélemy (Trissulti, Italie).
- Chartreuse de Saint-Hugon (1173-1793) (France).
- Chartreuse Saint-Jacques (Capri, Campanie, Italie)
- Chartreuse Saint-Philippe-et-Saint-Jacques d'Asti (Italie)
- Chartreuse Saint-Joseph de Deán Funes (1998) (Argentine)
- Chartreuse Saint-Laurent d'Ittingen (Warth-Weiningen, canton de Thurgovie, Suisse)
- Chartreuse Saint-Laurent de Florence (Italie)
- Chartreuse Saint-Laurent de Padule (Italie)
- Chartreuse Sainte-Marie-et-Saint-Jérôme de Montello (Italie)
- Chartreuse Sainte-Marie-Madeleine de Marseille (Bouches-du-Rhône)
- Chartreuse Sainte-Marie-des-Anges de Rome (Italie)
- Chartreuse Saint-Pierre de Pontiniani (Italie)
- Saint-Paulet-de-Caisson, chartreuse de Valbonne (1203-1901) (Gard, France)
- Chartreuse Saint-Sauveur (Villefranche-de-Rouergue, Aveyron, France)
- Chartreuse du Saint-Sauveur d'Erfurt (1373-1803) (Thuringe, Allemagne)
- Chartreuse de Saint-Sulpice en Bugey (1116-1130) (Thézillieu, Ain, France), devenue abbaye cistercienne de 1133 à 1791
- Chartreuse Sainte-Barbe de Cologne (1334-1794) (Allemagne)

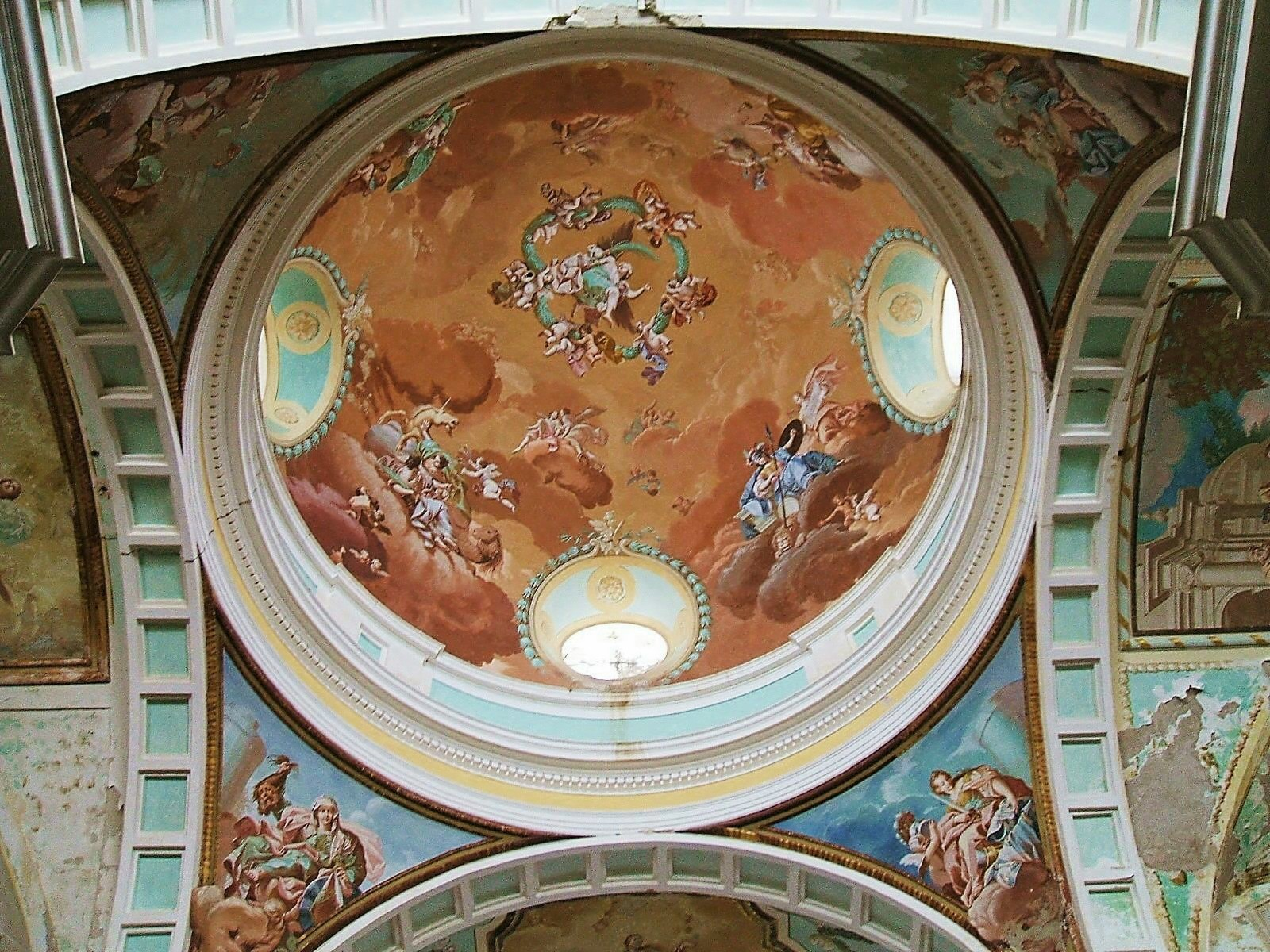
Fresques de la coupole de l'église de l'ancienne chartreuse de Monegros (Espagne).

- Chartreuse de Sainte-Croix-en-Jarez (1280) (Sainte-Croix-en-Jarez, Loire, France), devenue un village [25].

- Chartreuse de Sainte-Croix-de-Jérusalem (1370-1560) (Rome, Italie)
- Chartreuse Sainte-Croix de Beauregard (Coublevie, Isère)
- Chartreuse de la Sainte-Croix (1648-1831) (Béréza, Pologne, aujourd'hui en Biélorussie)
- Chartreuse Sainte-Élisabeth d'Eisenach (1378-1525) (Thuringe, Allemagne)
- Chartreuse Sainte-Sophie (près de Bois-le-Duc, Pays-Bas)
- Chartreuse Saints-Donatien-et-Rogatien (près de Nantes, Loire-Atlantique, France)
- Saix : voir Castres
- Chartreuse Notre-Dame de Salettes (moniales) (1299) (La Balme-les-Grottes, Isère, France) [26].
- Sariñena, chartreuse de Monegros ; cartuja de Nuestra Señora de las Fuentes (Sariñena, Aragon, Espagne), 1563-1836
- Chartreuse San José (Cartuja San José), Deán Funes (code postal 5200, province de Cordoba, Argentine)
- Chartreuse de San Martino (1337) (Naples, Campanie, Italie)

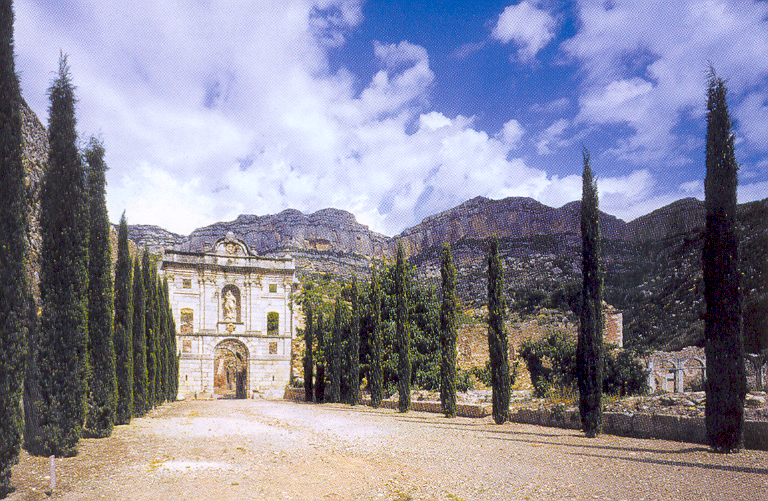
Scala Dei (Catalogne, Espagne).

- Cartoixa de Santa Maria de Benifassà moniales chartreuses, (La Pobla de Benifassà, Baix Maestrat, Pays Valencien, Espagne)
- Chartreuse de Scala Dei : 1163/1167-1820, 1823-1835 (commune de la Morera de Montsant - Escaladei, Priorat, Catalogne, Espagne)
- Chartreuse de Scheut (Notre-Dame de Grâce), 1455-1783 (Scheut, Anderlecht, région de Bruxelles-Capitale, Belgique)
- Chartreuse de Schola Dei (1285-1769) (Émilie, Italie)
- chartreuse Notre-Dame de Scala Cœli (Cartuxa Santa Maria Scala Coeli, Évora, Portugal-7000)
- chartreuse de Seillon : 1168-1792, diocèse de Lyon (Péronnas, Ain, France)
- Chartreuse de Seitz (Slovénie)
- Sélignac : chartreuse du Val-Saint-Martin de Sélignac (1202-1792, 1869-1901, 1929-2001) (Simandre-sur-Suran, Ain, France). Aujourd'hui, accueil de laïcs dans l'esprit cartusien [27].
- Serra San Bruno : chartreuse des Saints Étienne et Bruno (1514), appelée communément chartreuse de Calabre, siège du procureur général des Chartreux près le Saint-Siège (I-89822 Serra San Bruno, VV, Italie)[28].
- Séville : voir Cuevas (Las)
- Sheen : Richmond (Londres) (Grande-Bretagne)
- Sienne : chartreuse de Maggiano (1314-1785) (Sienne, Italie)
- Sienne : chartreuse de Belriguardo (1345-1636) (Sienne, Italie)
- Sky Farm : 1950-1971(Vermont, États-Unis), transférée à Arlington.
- Strasbourg : (Bas-Rhin, France) : chartreuse du Mont-Sainte-Marie de Strasbourg
- Chartreuse de la Sylve-Bénite : (Le Pin, Isère, France)
- Slovenske Konjice : chartreuse de Žiče (1160-1782), (Slovénie)
- Suède : chartreuse de Paix-Notre-Dame[29]
- Świdwin : chartreuse de Świdwin (1443-1552) (Pologne).
- Szczecin : chartreuse de Szczecin (1360-1525) (Pologne).

## T
- Toirano : chartreuse d'Albenga (1315-1799) Italie
- Toulouse : chartreuse Notre-Dame de Toulouse (1600-1790) (Haute-Garonne, France).
- Trisulti : chartreuse de Trisulti, Collepardo, Latium, (Italie) chartreuse Saint-Barthélemy
- Troyes : chartreuse de Troyes
- Tückelhausen chartreuse de Tückelhausen : (Bavière, Allemagne)
- Turin : chartreuse Notre-Dame-de-l'Annonciation de Turin (Italie)

## U
- Unterrath : chartreuse de Hain (1889-1964) (Allemagne), transféré à Marienau.
- Utrecht : chartreuse Saint-Sauveur de la Nouvelle-Lumière (1391-1580), Pays-Bas.

## V
- Valbonne : chartreuse de Valbonne (Gard)
- Valdice : chartreuse de l'Assomption-de-Notre-Dame (1627-1782) (République tchèque)
- Val-de-Bénédiction ou Vallée de Bénédiction (1356) (Villeneuve-lez-Avignon, Gard, France), chartreuse pontificale
- Val de Chirrh : chartreuse de Val de Chirrh (Espagne)
- Val-de-Grâce : chartreuse du Val de Grâce de Pise (Italie)
- Val-de-Pez : chartreuse de l'Assomption et de la Bienheureuse Vierge Marie du Val-de-Pez (Italie)
- Val-Dieu : chartreuse Notre-Dame du Val-Dieu (1170-1791) (Feings, diocèse de Sées, Orne, France)
- Val-de-tous-les-Saints (1313), Mauerbach (Autriche)
- Val-Saint-Esprit : chartreuse des Hommes de Gosnay, moines[30] (Gosnay, Pas-de-Calais, France)
- Val-Saint-Étienne de Montmerle (Ain)
- Val-Saint-Pierre (1308) (Rhénanie-Palatinat, Allemagne)
- Val-Saint-Pierre (1140-1791) (Braye-en-Thiérache, Aisne, diocèse de Laon, France), ruines
- Val-Sainte-Marie (1144 ?) (Bouvante, Drôme, France)
- Valdecristo (1385-1835) (Altura, Alt Palància, Comunitat Valenciana, Espagne)
- Valldemossa : chartreuse de Jésus de Nazareth (Majorque, Baléares, Espagne) [31],[32].
- Vallon : Bellevaux (Haute-Savoie) (1138) (France)
- Chartreuse de Saint-Jacques de Valparaíso ou Val-du-Paradis,(1345-1415) (Terrassa, Catalogne, Espagne)

- Valprofonde (Béon, Yonne, France)

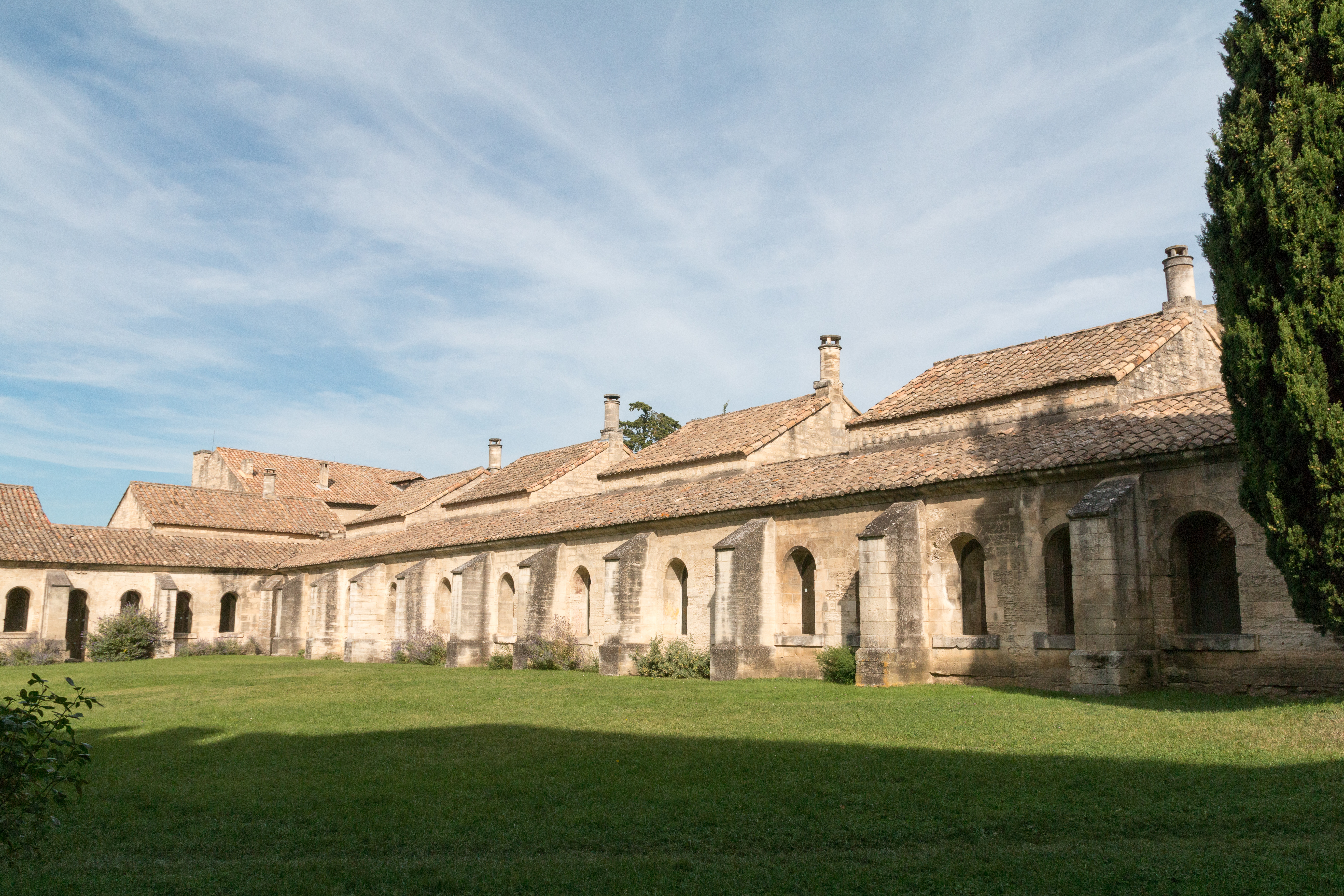
Chartreuse de Villeneuve-les-Avignon (fondée en 1356 par Innocent VI).

- Városlőd : chartreuse de Lövöld ou Leweld (1364-1541) (Hongrie)
- Vauclaire (1330) (Ménestérol-Montignac, Dordogne, France)
- Vaucluse (1139) (Jura, France)
- Vauvert : chartreuse Notre-Dame (Paris)
- Vedana (Sospirolo, BL, I-32037) moniales chartreuses [33].
- Venise : chartreuse de Saint-André-du-Lido (1422-1810) (Vénétie, La Certosa, Italie)
- Verne (La) : chartreuse Notre-Dame (1170) (Var, France)
- Via Cœli : chartreuse Notre-Dame-et-Saint-Joseph de Via Cœli (1640-1681) (Communauté valencienne, Espagne)
- Villeneuve-les-Avignon : chartreuse du Val-de-Bénédiction (1356) (Gard, France)
- Villefranche-de-Rouergue : chartreuse Saint-Sauveur (1452-1528) (Aveyron,France)

## W
- Wesel : chartreuse de Wesel (1417-1587), transfert à Xanten, Allemagne.
- Witham : chartreuse Notre-Dame de Witham (1178 c. -1539) (diocèse de Bath, Angleterre), première chartreuse d'Angleterre
- Wurtzbourg : chartreuse du Jardin des Anges (1348-1803) (Bavière, Allemagne)

## X
- Xanten : chartreuse de Xanten (1628-1802), Allemagne.